# Agaricochara anomala
Agaricochara anomala är en skalbaggsart som först beskrevs av Notman 1920.  Agaricochara anomala ingår i släktet Agaricochara och familjen kortvingar. Inga underarter finns listade i Catalogue of Life.